# Myrmidon de Rio de Janeiro
Myrmotherula fluminensis
Pour les articles homonymes, voir Myrmidon et Rio de Janeiro.
Espèce
Statut de conservation UICN

 DD  : Données insuffisantes
Le Myrmidon de Rio de Janeiro (Myrmotherula fluminensis) est une espèce d'oiseaux de la famille des Thamnophilidae. Cette espèce est endémique du Brésil.